# Lost Monarch

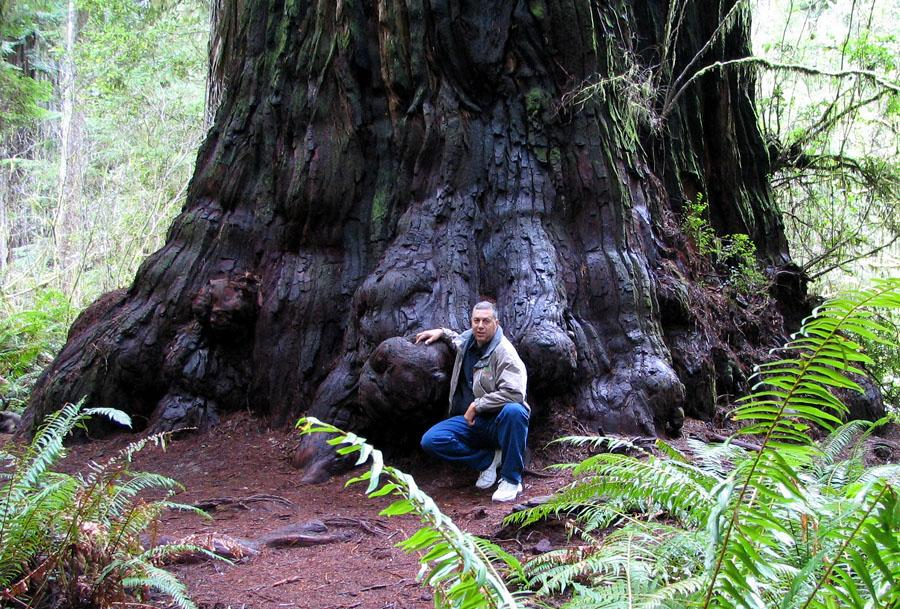
El naturalista M.D. Vaden en la base de la secuoya.

Lost Monarch es el nombre de una sequoya roja (Sequoia sempervirens) que se encuentra en Del Norte County, California de California, Estados Unidos. Se confirmó que tiene al menos 26 pies (7,9 m) de diámetro en DAP (diámetro altura del pecho, mide 4.5 pies / 1.4 metros sobre el nivel del suelo), y 320 pies (98 m) de altura. Es la secuoya roja de costa más grande del mundo en términos de volumen de madera, se estima que contiene 1.200 m³.

## Descubrimiento
Lost Monarch fue descubierto el 11 de mayo de 1998 por Stephen C. Sillett, y naturalistas y aficionados como Michael Taylor, y se encuentra en la zona de las secuoyas gigantes llamado "El Bosque de los Titanes".
Lost Monarch además de su volumen de madera tiene la particularidad de ramas bajas, a nivel de suelo. Lo que imposibilita el que se pueda rodear el tronco de este árbol.

## Ubicación
El Lost Monarch se encuentra en Jedediah Smith Redwoods State Park. La ubicación exacta no ha sido revelada al público fuera de la preocupación de que el tráfico excesivo de pie humano puede alterar ese ecosistema.
- Datos: Q1640888